# Hockstein (Mönchengladbach)
Hockstein ist ein Stadtteil im Stadtbezirk Süd der kreisfreien Großstadt Mönchengladbach in Nordrhein-Westfalen.

## Lage
Der Stadtteil Hockstein liegt zentral im Mönchengladbacher Stadtgebiet. Er wird im Nordwesten begrenzt von der Dahlener Straße, im Nordosten von der Hubertusstraße, im Südosten von der Bahnlinie Richtung Aachen sowie im Südwesten von der Autobahn 61.

## Infrastruktur
Die Entfernung zum Zentrum Rheydt beträgt etwa 2,5 km und zum Mönchengladbacher Zentrum 4,5 km.
In wenigen Minuten ist der nordwestlich gelegene Hauptbahnhof Rheydt mit Anbindung nach Köln, Aachen und Dahlheim (Heinsberg) sowie über Mönchengladbach Hauptbahnhof nach Venlo und ins Ruhrgebiet zu erreichen.
Im Westen Hocksteins liegt die Autobahnauffahrt Mönchengladbach-Rheydt (Anschlussstelle 12 der Autobahn 61).
An den ÖPNV ist der Stadtteil durch die Buslinien 004, 019, 020, und 022 der NEW angebunden.
In Hockstein finden sich überwiegend Wohnbebauung und Geschäfte des täglichen Bedarfs. Im Norden erstreckt sich das Gelände der Städtischen Kliniken Mönchengladbach. Zentral gelegen sind die Einrichtungen des katholischen Pfarramts St. Margareta mit Pfarrkirche, dem einzigen Kirchfriedhof der Stadt und Kindergarten sowie die Gemeinschaftsgrundschule Hockstein.
Etwa ein Drittel der Fläche des Stadtteils im Süden wird landwirtschaftlich genutzt.

## Geschichte
Im 16. Jahrhundert wurde Hockstein erstmals urkundlich erwähnt. Zu dieser Zeit gehörte die Honschaft zur Herrschaft Odenkirchen. Es gab bereits eine Kapelle, die der Märtyrerin Margareta gewidmet war; sie wurde im Jahr 1629 während des Dreißigjährigen Krieges zerstört. Die Hocksteiner Katholiken gehörten fortan der Odenkirchener Pfarrgemeinde St. Laurentius an, bis sie im Jahr 1912 eine neue Margareten-Kirche einweihen konnten. Im Zweiten Weltkrieg wurde auch dieses Gotteshaus bei einem Bombenangriff 1944 vollständig zerstört. Der Grundstein für eine neue Kirche wurde 1948 gelegt; das Gebäude wurde 1981 fertiggestellt und 1982 geweiht.
Bis ins 19. Jahrhundert war der Ort rein landwirtschaftlich geprägt und hatte im Jahr 1861 nur gut 200 Einwohner. Mit dem Bau der Bahnstrecke Mönchengladbach-Stolberg und der Anlage des Rangierbahnhofs Rheydt stieg die Zahl der Einwohner rasant an, denn Hockstein wurde zum Wohngebiet für die Bahnarbeiter.